# Niklas Sundin
Niklas Sundin (ur. 13 sierpnia 1974 roku w Göteborgu, Szwecja) – gitarzysta zespołu melodic death metalowego Dark Tranquillity i death metalowego zespołu Laethora. Jest on także autorem tekstów utworów pochodzących z pierwszych dwóch albumów tej grupy, a także z pierwszych dwóch albumów In Flames. W późniejszym czasie tylko tłumaczył teksty In Flames ze szwedzkiego na angielski, do momentu w którym wokalista In Flames, Anders Fridén, był w stanie robić to samodzielnie. Grał on także w zespole Hammerfall, ale nie nagrał z nim żadnego albumu.
Niklas Sundin jest również założycielem Cabin Fever Media, które zajmuje się między innymi tworzeniem artworków dla zespołów metalowych. Opublikował książkę zawierającą swoje prace. Stworzył okładki albumów zespołów takich jak Arch Enemy, In Flames, Sentenced, Dark Tranquillity, Enter Chaos.

## Dyskografia
Dark Tranquillity
- 1993 Skydancer
- 1995 The Gallery
- 1997 The Mind’s I
- 1999 Projector
- 2000 Haven
- 2002 Damage Done
- 2005 Character
- 2007 Fiction
- 2010 We Are the Void
- 2013 Construct
- 2016 Atoma

(wymieniono tylko albumy studyjne)
Laethora
- 2007 March of the Parasite

Mitochondrial Sin
- 2020 Mitochondrial Sin